# 酥皮
酥皮（英語：puff pastry），也叫鬆塔饼、千层（酥）饼、鬆餅等，是一种光亮、片状的烘焙糕点，包含几层的脂肪，在20°C（68°F）下成固态。在未经烘烤的形式下，酥皮是涂抹上固体脂肪并且反复折叠的面团（反复折叠但是绝对不捣碎，因为这会破坏分层），用于生产上述糕点。有时称为“水面团”（英文“water dough”或者 法文。酥皮和法式千层酥不同。

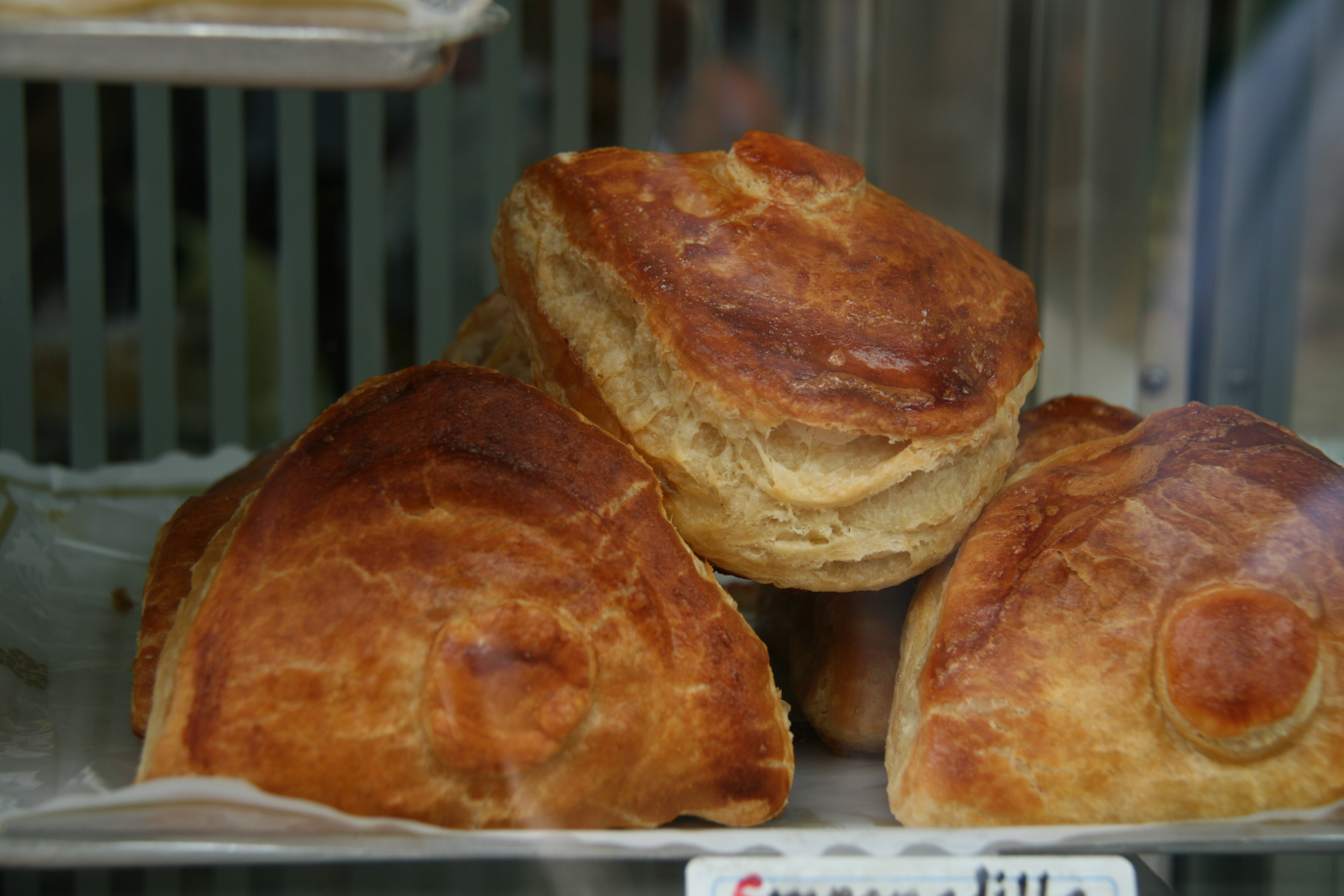
马德里的酥皮